# Pterocarpus rotundifolius
Pterocarpus rotundifolius là một loài thực vật có hoa trong họ Đậu. Loài này được (Sond.) Druce miêu tả khoa học đầu tiên.

## Hình ảnh

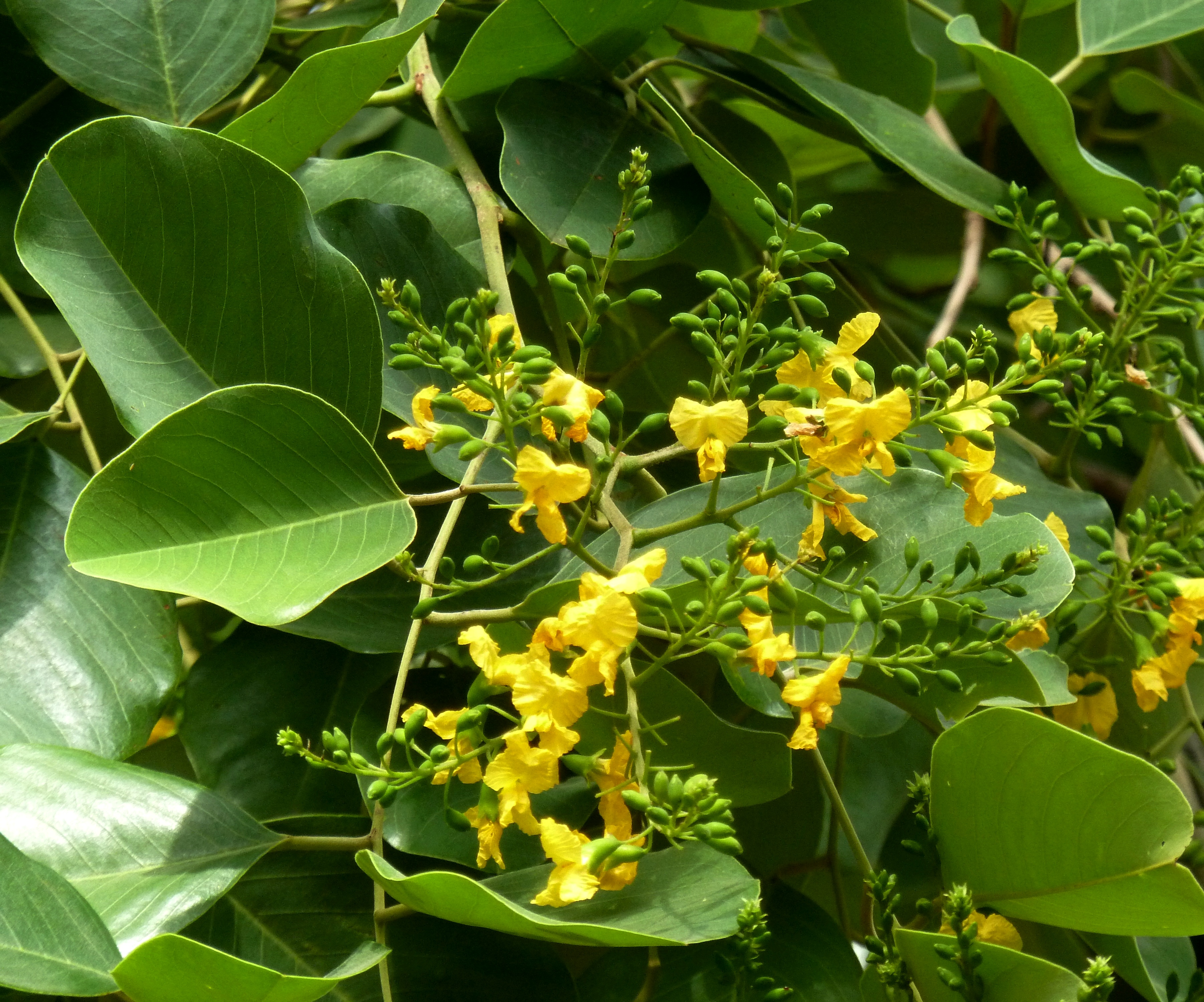
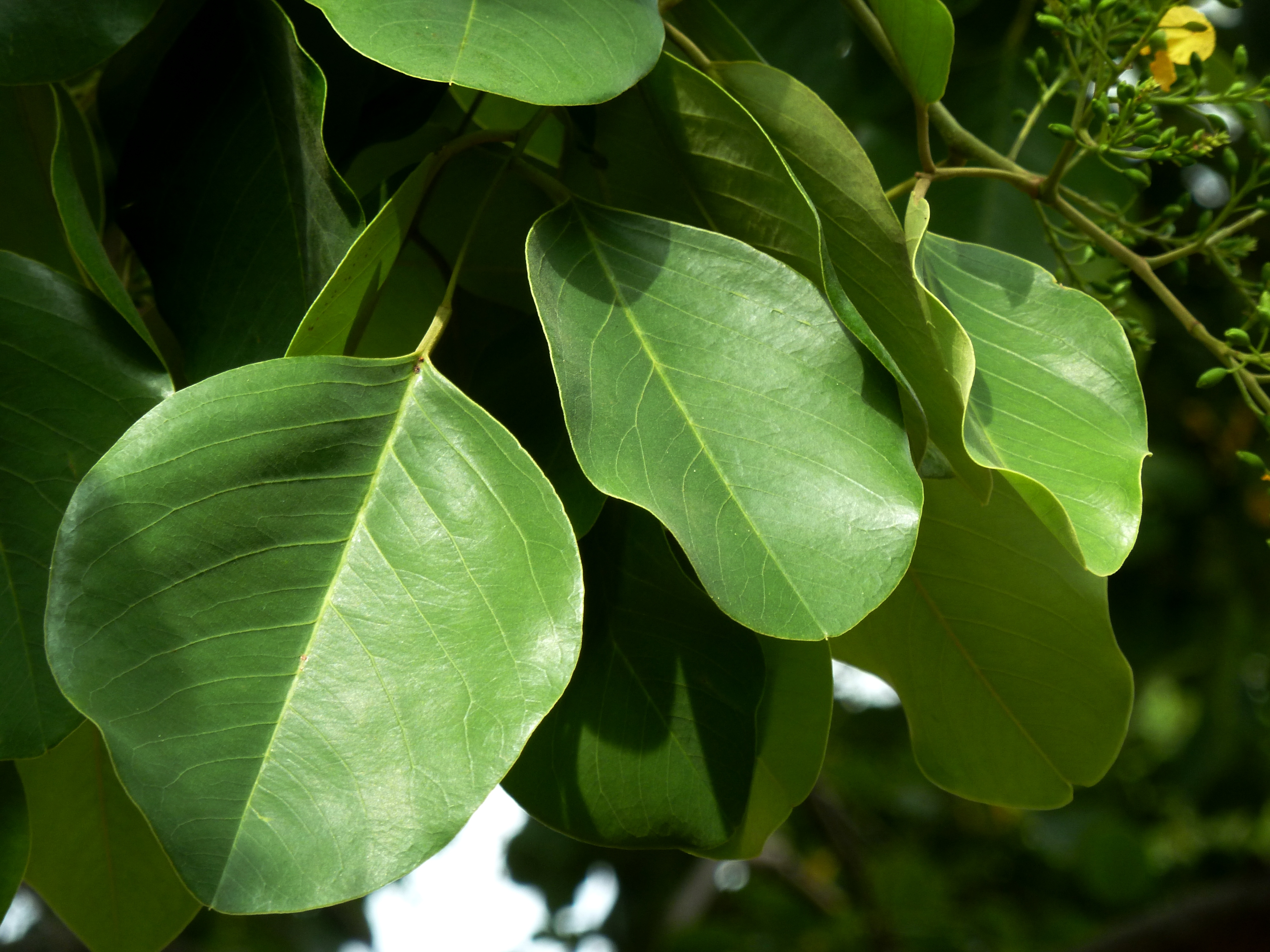